# Jean-Baptiste Greppin
Jean-Baptiste Greppin (* 28. Juli 1819 in Courfaivre; † 26. Oktober 1881 in Basel) war ein Schweizer Arzt, Geologe und Paläontologe.
Greppin studierte Medizin in Bern, München und Paris und war ab 1846 Arzt und Chirurg in Delémont und ab 1867 in Basel, wohin er nach dem frühen Tod seiner Frau zog und die Erziehung seiner Söhne sicherzustellen. 1858 wurde er auch Chirurg bei der Artillerie.
Er war im Grossen Rat des Kantons Bern (1847) und später in dem von Basel.
Bekannt ist er für Arbeiten zur Geologie und Paläontologie der Schweizer Jura, aber auch zum Tertiär und Quartär. Er gehört mit Albrecht Müller, Peter Merian, Amanz Gressly zu den Pionieren der Erforschung der Jura im Bereich Basel. Sein Sohn Eduard Greppin (1856–1927) war Chemiker in Basel und ebenfalls als Geologe bedeutend – er gehört zur zweiten Phase von deren Erforschung wie Karl Strübin, Friedrich Mühlberg, der Gymnasialprofessor in Basel Andreas Gutzwiller und Louis Rollier. Ein weiterer Sohn war der Psychiater Leopold Greppin.
Er war als Ingenieurgeologe für den Bau von Eisenbahnstrecken tätig. 1850 beschrieb er einen Dinosaurierfund bei Moutier, den er gemacht hatte, einem Sauropoden. Er wurde zuerst von ihm Megalosaurus meriani genannt und später nach ihm Cetiosauriscus greppini (Friedrich von Huene 1922). Der Fund befindet sich im Naturhistorischen Museum Basel. 1875 stiftete er seine Sammlung dem Museum Saint-Imier.

## Schriften
- Essai géologique sur le Jura suisse, 1867
- Observations géologiques, historiques et critiques, 1879
- Description géologique du Jura bernois, 1870